# Bedtime Story
"Bedtime Story" je treći singl američke pjevačice Madonne s albuma Bedtime Stories. Kao singl je pušten u veljači 1995., a 2001. je uključena na kompilaciju najvećih hitova GHV2.

## O singlu
Pjesmu je napisala islandska pjevačica Björk a producent je Nellee Hooper. Tekst pjesme je inače Björkina kritika Madonne estetike. Ali Björk je dio teksta uzela za svoju pjesmu "Sweet Intuition" koja se našla kao B-strana singla "Army of Me" izdanog krajem 1995.
Pjesma je doživjela brojne remixe. Mnoge obrade su mjesto našle na CD singlu, a neke su bile naručene, uključujući one Junior Vasqueza. Pjesma je bila Top 5 singl u Ujedinjenom Kraljevstvu i Australiji, bila je broj 1 na američkoj Billboard dance ljestvici, ali je na Hot 100 zauzela tek 42. poziciju što je prvi puta da je jedan Madonnin singl još od "Burning Up" izostao s prvih 40 najboljih singlova. Prije ovoga, najlošiji singl je bio "Bad Girl" iz 1993. na 36. poziciji.
Madonna je singl uživo izvela na dodjeli "BRIT Awards" 1995., što je ujedno i njen prvi nastup na toj dodjeli. Obradu Williama Orbita je koristila kao interludij na Re-Invention Tour 2004.

## Glazbeni video
Redatelj glazbenog videa za ovu pjesmu je bio Mark Romanek (koji je bio zaslužan i za video za pjesmu "Rain", a kasnije je režirao i neslavni spot Michaela Jacksona i Janet Jackson za pjesmu "Scream"). Video se smatra jednim od Madonninih najboljih umjetničkih videa. Video je sniman između 5. i 10. prosinca 1994.
Madonna je 1999. u jednom razgovoru za Aperture izjavila za video:
"Za moj "Bedtime Story" sam nadahnuće pronašla u slikaricama nadrealizma poput Leonore Carrington i Remedios Varo. Ima scena gdje su mi ruke ispružene prema gore i zvjezde me obasipaju, prolazim koz hodnik dok mi se kosa zavija iza mene, ptice izlijeću iz moje odjeće - sve su to slike tih slikarica. Ima malo i Fride Kahlo u tome."
Video je premijeru doživio na MTV u specijalnoj emisiji "Madonna's Bedtime Story Pajama Party", u kojoj je Madonna čitala priče za laku noć "bedtime story". U to vrijeme je to bio najskuplji video ikada snimljen s potrošenih pet milijuna dolara.

## Bedtime Story (Re-Invented)
Re-obrada pjesme "Bedtime Story" u verziji Williama Orbita, bila je dostupna na singlu, ali se koristila i kao interludij na Madonninoj Re-Invention Tour 2004.
Video za interludij je snimljen u travnju 2004. u Kaliforniji. Sadržavao je različite slike Madonne u bijelom kostimu (vrlo sličnog onome iz videa za pjesmu "Sorry") kako pjeva ispred velikog zrcala. U videu se pojavljuje i bijeli konj koji jaše kroz bijelu pustinju i bijele plahte. Video nikada nije izdan kao komercijalno izdanje ali se može pogledati na web stranici: https://web.archive.org/web/20160304093050/http://www.pjlopez.com/

## Popis obrada i formata
| - Europski kaseta singl / Europski CD singl 1. "Bedtime Story" (Album Edit) 4:08 2. "Bedtime Story" (Junior's Single Mix) 4:53 - Europski CD singl/Britanski CD singl 2 1. "Bedtime Story" (Album Edit) 4:08 2. "Bedtime Story" (Junior's Wet Dream Mix) 8:35 3. "Bedtime Story" (Junior's Dreamy Drum Dub) 9:34 4. "Bedtime Story" (Orbital Mix) 7:43 5. "Bedtime Story" (Junior's Sound Factory Mix) 9:18 - Britanski CD singl Storybook (limitirani izdanje) 1. "Bedtime Story" (Junior's Single Mix) 4:53 2. "Secret" (Allstar Mix) 5:11 3. "Secret" (Some Bizarre Mix) 9:48 4. "Secret" (Some Bizarre Single Mix) 4:17 - Britanski 12" singl (limitirano izdanje) / Europski 12" singl "Strana 1" 1. "Bedtime Story" (Junior's Sound Factory Mix) 9:18 2. "Bedtime Story" (Junior's Sound Factory Dub) 8:19 "Strana 2" 1. "Bedtime Story" (Junior's Wet Dream Mix) 8:35 2. "Bedtime Story" (Orbital Mix) 7:44 | - Američki CD singl / Američki kaseta singl / Američki 7" single 1. "Bedtime Story" (Album Edit) 4:08 2. "Survival" (Album Version) 3:33 - Američki CD Maxi singl 1. "Bedtime Story" (Album Edit) 4:08 2. "Bedtime Story" (Junior's Wet Dream Mix) 8:35 3. "Bedtime Story" (Junior's Dreamy Drum Dub) 9:34 4. "Survival" (Album Version) 3:33 5. "Bedtime Story" (Orbital Mix) 7:44 6. "Bedtime Story" (Junior's Sound Factory Mix) 9:18 7. "Bedtime Story" (Junior's Single Mix) 4:53 - "Bedtime Story (poglavlje II)" : Američki 12" promotivni singl "Strana 1" 1. "Bedtime Story" (Lush Vocal Mix) 4:44 2. "Bedtime Story" (Luscious Dub) 7:38 "Strana 2" 1. "Bedtime Story" (Percapella Mix) 6:30 2. "Bedtime Story" (Unconscious In The Jungle Mix) 6:29 |

## Obrade
- (Album Edit) 4:53
- (Radio/GHV2 Edit) 4:07
- (Junior's Wet Dream Mix) 8:33
- (Junior's Wet Dream Single Mix) A.K.A. (Junior's Single Mix) 4:53
- (Junior's Wet Dream Dub) 7:25
- (Junior's Dreamy Drum Dub) 9:32
- (Junior's Sound Factory Mix) 9:32
- (Junior's Sound Factory Dub) 8:15
- (Orbital Mix) 7:41
- (Orbital Edit) 4:52
- (Lush Vocal Mix) 6:48
- (Lush Vocal Radio Edit) 4:43
- (Unconscious In The Jungle Mix) 6:30
- (Luscious Dub) 7:40
- (Percapella) 6:30

## Uspjeh na ljestvicama
| Ljestvica (1995)                   | Pozicija |
| ---------------------------------- | -------- |
| Australija                         | 5        |
| Belgija                            | 38       |
| Europa                             | 21       |
| Italija                            | 8        |
| Japan                              | 14       |
| Kanada                             | 17       |
| Nizozemska                         | 46       |
| Novi Zeland                        | 38       |
| Ujedinjeno Kraljevstvo             | 4        |
| U.S. Billboard Hot 100             | 42       |
| U.S. Billboard Pop Songs           | 38       |
| U.S. Billboard Hot Dance Club Play | 1        |